# Opistophthalmus carinatus
Espèce
Synonymes
- Heterometrus carinatus Peters, 1861
- Opisthophthalmus anderssonii Thorell, 1876
- Opisthophthalmus histrio Thorell, 1876
- Petrovicus furcatus Simon, 1888

Opistophthalmus carinatus est une espèce de scorpions de la famille des Scorpionidae.

## Distribution
Cette espèce se rencontre au Mozambique, en Zambie, au Zimbabwe, en Afrique du Sud, au Botswana, en Namibie et en Angola.

## Description

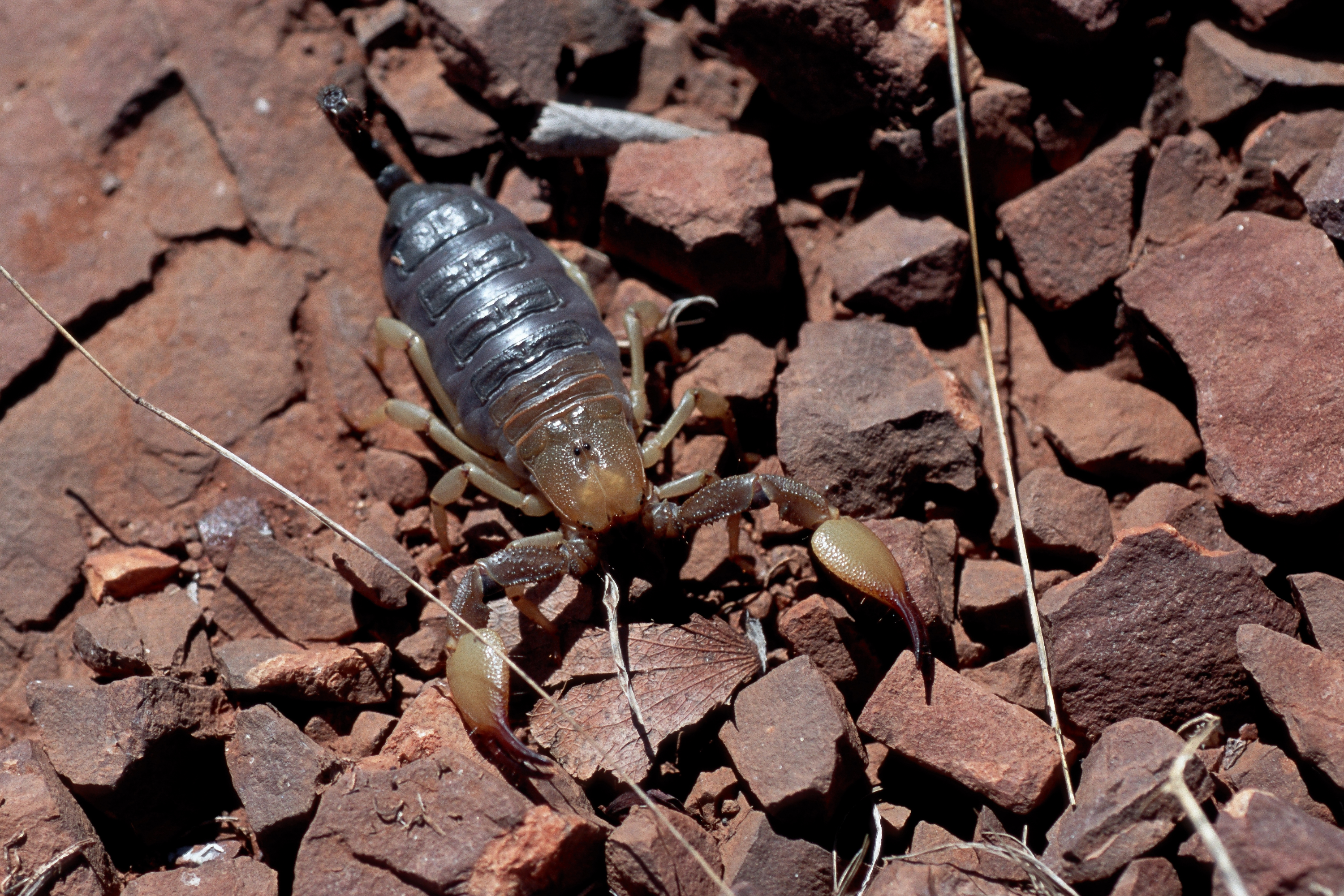
Opistophthalmus carinatus

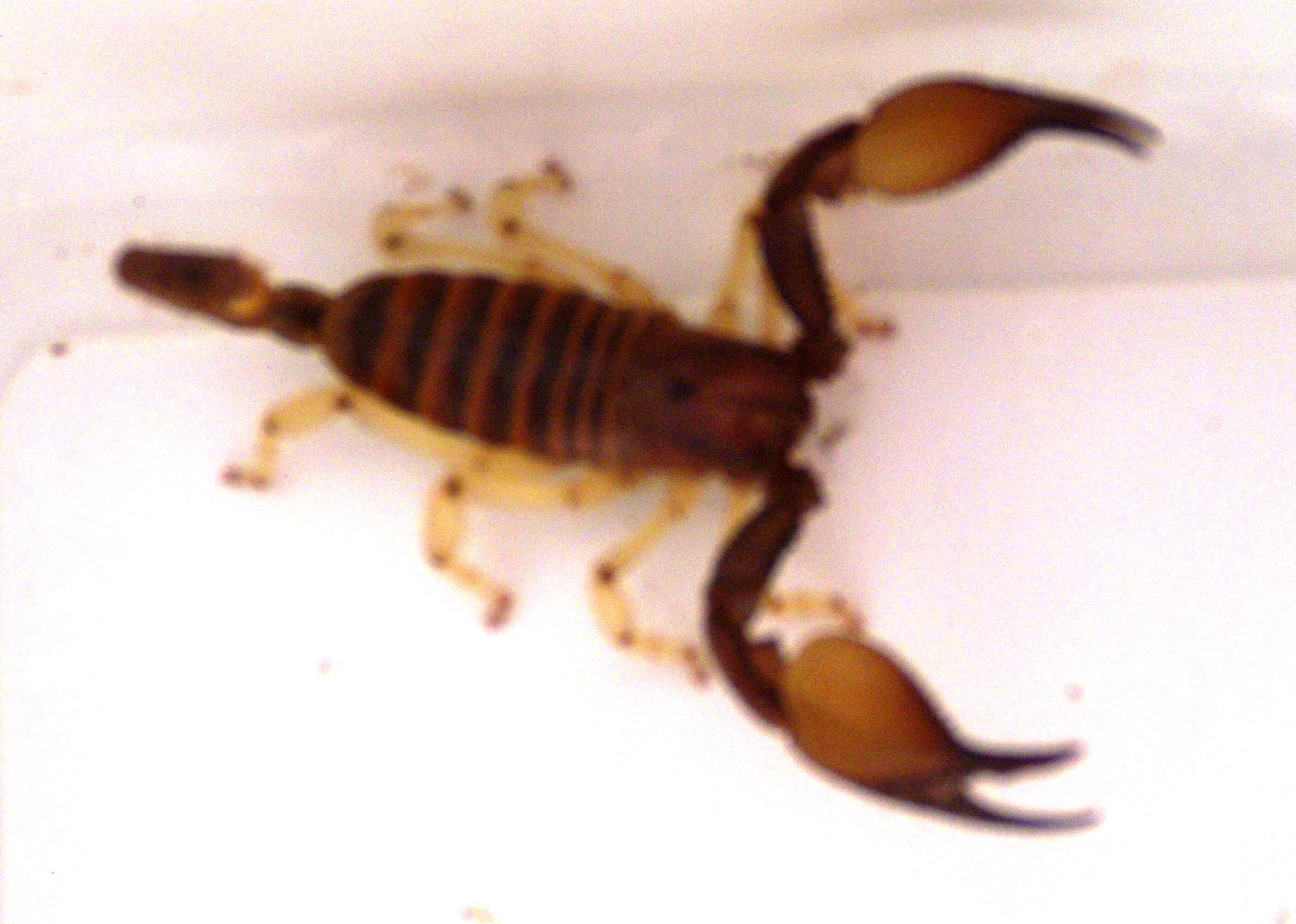
Opistophthalmus carinatus

Le mâle syntype mesure 97 mm et la femelle syntype 95 mm.

## Systématique et taxinomie
Cette espèce a été décrite sous le protonyme Heterometrus carinatus par Peters en 1861. Elle est placée dans le genre Petrooicus par Karsch en 1879 puis dans le genre Opistophthalmus par Kraepelin en 1894.

## Publication originale
- Peters, 1861 : Über eine neue Eintheilung der Skorpione und über die von ihm in Mossambique gesammelten Arten von Skorpionen. Monatsberichte der Königlichen Preussische Akademie des Wissenschaften zu Berlin, vol. 1861, p. 507–516 (texte intégral).